# Trilogia Marte
Trilogia Marte (titlu original Mars trilogy) este o serie de romane science fiction a lui Kim Stanley Robinson care prezintă procesul de terraformare a planetei Marte de-a lungul a aproape două secole. Mai mult utopică decât distopică, povestea pune accentul pe problemele egalitariste, sociologice și descoperirile științifice de pe Marte, într-o vreme în care Pământul va suferi de suprapopulare și dezastre ecologice.
Cele trei romane ale seriei sunt:
- Red Mars (1993) (ro. Marte roșu)
- Green Mars (1994) (ro. Marte verde)
- Blue Mars (1996) (ro. Marte albastru)

Acestora li se adaugă The Martians (1999), un volum de povestiri a căror acțiune se petrece în același univers ficțional. Icehenge (1984), primul roman al lui Robinson care tratează problema planetei Marte, nu face parte din acest univers, deși tratează probleme similare. Trilogia prezintă unele similitudini cu un roman mai recent al lui Robinson 2312 (2012), cum ar fi terraformarea planetei Marte și longevitatea extremă a personajelor.
Cărțile seriei au fost recompensate cu numeroase premii.

## Intriga
După prima expediție cu echipaj uman pe Marte, pe planeta roșie este trimisă nava Ares, având la bord o sută de coloniști. Rolul acestora este să înceapă terraformarea planetei. Se pun bazele primelor așezări, se construiește un lift spațial, în atmosferă se răspândesc microorganisme modificate genetic care să creeze condiții propice vieții. Tot mai mulți pământeni sosesc pe Marte, dar apar și primele schisme. Principalele două tabere sunt cea care consideră că Marte trebuie terraformat cu orice preț și cea care vrea să reducă schimbările la minim.
Pământul trece prin două transformări majore: puterea ajunge în mâna corporațiilor transnaționale, iar schimbările climaterice dramatice afectează iremediabil mediul. Emigranții părăsesc în valuri planeta, căutând să se mute pe Marte. Exodul de populație duce la conflicte pe nou-colonizata planetă, la fel ca și încercarea de a scăpa de sub controlul corporațiilor pământene. Revoltele disturg mare parte din ceea ce s-a realizat pe planetă, iar Primii O Sută - instigatori ai revoltelor - încep să fie vânați.
Unii dintre ei scapă și reușesc să-și prelungească viața cu ajutorul tratamentelor geriatrice. Alături de urmașii lor și de noii coloniști, ridică din nou planeta și o aduc la un nivel de prosperitate economică care depășește Pământul. Pe măsură ce mediul marțian devine tot mai propice vieții, omenirea începe să pășească mai departe, către sateliții lui Jupiter și cei ai lui Saturn și chiar dincolo de limitele sistemului solar.

### The Martians — povestiri
The Martians este un volum de povestiri a căror acțiune se petrece de-a lungul perioadei de timp prezentată în trilogie. Unele dintre texte prezintă o versiune alternativă a romanelor, în care misiunea Primilor O Sută este una de explorare, nu de colonizare. Altele includ aluzii privind rezultatele programului de terraformare marțian.
Povestirile incluse în acest volum sunt:
| - Some Work Notes and Commentary on the Constitution by Charlotte Dorsa Brevia - The Soundtrack - The Way the Land Spoke to Us - What Matters - Exploring Fossil Canyon (publicată inițial în antologia Universe 12, 1982) - Four Teleological Trails - Enough is as Good as a Feast (fraza din titlu apare deseori în seria Știința în Capitală) - Coyote Makes Trouble - Coyote Remembers - Discovering Life (a apărut și în Vinland the Dream) - A Martian Romance (publicată inițial în numărul din octombrie-noiembrie al revistei Asimov's Science Fiction și inclusă ulterior în antologii) - An Argument for the Deployment of All Safe Terraforming Technologies - Arthur Sternbach Brings the Curveball to Mars (inclusă ulterior în antologii) - Big Man in Love | - If Wang Wei Lived on Mars and Other Poems - Jackie on Zo - Keeping the Flame - Maya and Desmond - Michel in Antarctica - Michel in Provence - Odessa - Purple Mars - Salt and Fresh - Saving Noctis Dam - Sax Moments - Selected Abstracts from The Journal of Aerological Studies - Sexual Dimorphism (publicată inițial în numărul din iunie 1999 al revistei Asimov's Science Fiction și inclusă ulterior în antologiile Year's Best SF 5, 2000; The Hard SF Renaissance, 2002; A Science Fiction Omnibus, 2007) - nominalizată la premiul James Tiptree, Jr. - The Names of the Canals - The Constitution of Mars - The Archaeae Plot |

## Elementele seriei

### Corporații
Corporațiile transnaționale sunt corporații multinaționale extrem de puternice care au apărut la mijlocul secolului al XXI-lea. Aceste corporații metanaționale au crescut atât de mult datorită globalizării, încât au ajuns să dețină suficientă putere pentru a prelua sau manipula guvernele naționale. Inițial, au reușit asta cu guvernele relativ mici ale țărilor din lumea a treia, dar ulterior și pe cele dezvoltate, ajungând să conducă efectiv țări întregi. În istoria viitorului prezentată de Robinson, corporațiile metanaționale au devenit oarecum similare statelor-națiuni, luptând în același timp împotriva concurenței pentru a deveni singurii jucători de pe piața interplanetară. Pe măsură ce trilogia Marte se apropie de mijlocul secolului al XXIII-lea, corporațiile metanaționale sunt obligate de catastrofele globale să ofere tot mai multă putere democratică forței de muncă.
Deși sunt menționate multe corporații transnaționale și metanaționale, două dintre ele joacă un rol activ în desfășurarea intrigii. Una dintre ele este Praxis, o firmă mare și relativ democratică, iar cealaltă este Subarashī, care joacă un rol important în exploatarea cetățenilor de pe Marte.

### Ingineria genetică
Ingineria genetică este menționată pentru prima dată în Marte roșu, odată cu crearea de către Sax a unei alge care să reziste condițiilor dure de pe Marte și să facă respirabilă atmosfera planetei. În cele din urmă, problema se va extinde la scară largă, cu mii de tipuri de alge, licheni și bacterii modificate genetic, create pentru a terraforma planeta. În Marte verde, ingineria genetică e folosită pentru a crea animale care să reziste în atmosfera marțiană subțire și să producă o biosferă planetară viabilă. Deja la Marte albastru ingineria genetică este un lucru obișnuit pentru oamenii care vor să se adapteze lumilor noi, să respire aer mai sărac sau să vadă mai bine în lumina slabă a planetelor exterioare.

### Alte teme
Cărțile ridică și problema colonizării altor corpuri cerești din sistemul solar, descriind eforturile de colonizare și de terraformare de pe Callisto, Mercur, Titania, Miranda și Venus. Spre sfârșitul ultimului roman, omenirea trimite nave coloniale către alte stele, profitând de tratamentele de prelungire a vieții pentru a supraviețui călătoriei cu viteze sub-luminice către destinație.
O mare din Marte albastru discută problemele pe care longevitatea extremă o are asupra protagoniștilor, majoritatea acestora supraviețuind două secole datorită tratamentelor repetate de prelungire a vieții. În particular, Robinson speculează asupra efectelor psihologice ale longevității excesive, incluzând pierderea memoriei, schimbarea personalității, instabilitatea mentală și plictiseala.

## Personaje

### Primii O Sută
Echipajul navei Ares, trimis să colonizeze planeta Marte, a devenit cunoscut sub numele de „Primii o Sută”. Mulți dintre aceștia au devenit ulterior lideri sau figuri importante în transformarea planetei i în noua societate. Primii O Sută au fost, de fapt, 101 - Hiroko l-a ascuns pe Ares pe Coiot, fără știrea nimănui.
- John Boone: Astronaut american, este primul om care pășește pe Marte, în anul 2020. Susține colonizarea planetei și este inclus în echipajul navei Ares. Bonom, genul de erou clasic, devine un lider informal. Este asasinat în urma unui complot pus la cale de Frank Chalmers.
- Frank Chalmers: Conducătorul contingentului american, este genul de persoană care ar face orice pentru a-și atinge scopurile. Invidios pe Boone pentru că a avut privilegiul de a fi primul om pe Marte și din cauza iubirii comune pentru Maia Toitovna, pune la cale asasinarea acestuia. Preia controlul asupra afacerilor de pe Marte, dar guvernarea sa duce la revoluția din 2061. Se retrage în baza de pa polul sud, dar moare pe drum.
- Maia Toitovna: Conducătoarea contingentului rusesc, este o femeie călăuzită de sentimente care-și folosește atât înțelepciunea, cât și puterea de seducție pentru a obține ce dorește. Prinsă într-un triunghi amoros cu Boone și Chalmers, se îndrăgostește de Michel Duval după moartea celor doi. Tratamentele de longevitate îi afectează creierul, provocându-i crize de furie, tendințe spre izolare și tulburări bipolare. În ciuda acestora, rămâne unul dintre cei mai buni conducători ai acțiunilor de pe Marte.
- Nadejda "Nadia" Cernișevski: Inginer rus care pune bazele primei așezări permanente de pe Marte, Underhill, precum și a altor așezări. Ulterior, devine om politic. Îndrăgostită de Bogdanov, este devastată de uciderea acestuia în timpul unui atac al forțelor anti-revoluționare. Drept răzbunare, produce distrugerea satelitului Phobos. Ulterior se îndrăgostește de Art Randolph, alături de care întemeiază o familie. După obținerea independenței, devine primul președinte al planetei Marte.
- Arkady Bogdanov: Inginer rus cu porniri anarhiste considerat un om care face probleme. Conduce echipa care-și stabilește baza pe satelitul Phobos și, ulterior, revolta împotriva corporațiilor transnaționale. Ideile sale politice vor fi foarte apreciate după moartea sa, survenită în timpul primei revoluții marțiene din 2061.
- Saxifrage "Sax" Russell: Fizician american, este un om de știință strălucitor, respectat pentru inzestrarea sa intelectuală. Are probleme în ceea ce privește relațiile sociale. Este conducătorul mișcării Verzi în timpul terraformării planetei Marte. Suferă un accident vascular și, ulterior, de afazie. Apolitic la început, va ajunge să fie unul dintre proiectanții celei de-a doua revoluții. O iubește în secret pe Ann Clayborne, căreia îi salvează la un moment dat viața.
- Ann Clayborne: Geolog american care dorește să păstreze Marte așa cum este. Pune bazele mișcării Roșii în ceea ce privește terraformarea planetei și preferă să trăiască solitar. În urma unei relații cu Simon are un fiu, Peter, a cărui aderare la mișcarea Verde o determină să se izoleze și mai mult. Aflată în conflict permanent cu Russell din cauza divergenței de opinii, ajunge să-l aprecieze în cele din urmă.
- Hiroko Ai: Expert japonez în biologie, agricultură și ecologie, îl aduce clandestin pe Marte pe prietenul și fostul ei iubit Desmond "Coiotul" Hawkins. Este liderul carismatic al echipei fermierilor, promovând o politică de respect față de planetă, care devină cunoscută drept Areofanie. În colonia secretă Zygote aduce pe lume prima generație de copii ai Primilor O Sută prin intermediul inseminării artificiale. În cele din urmă dispare, iar soarta ei rămâne necunoscută.
- Michel Duval: Psiholog francez implicat în selectarea Primilor O Sută pentru misiunea pe Marte. Însoțește echipajul navei Ares ca oservator, dar suferă de dor de casă. Se îndrăgostește de Maia Toitovna și moare în perioada în care aceasta începe să experimenteze pierderi de memorie.
- Vladimir "Vlad" Taneev: Biolog rus, este cel mai bătrân membru al echipajului în momentul sosirii pe Marte. Conduce majoritatea proiectelor de cercetare în domeniul tratamentelor medicale, devenind creatorul tratamentului gerontologic folosit pentru a regenera sistemul de celule și deschizând astfel poarta către o nouă eră a longevității. Majoritatea vieții marțiene și-o petrece într-un ménage à trois cu Ursula și Marina.
- Phyllis Boyle: Geolog american creștin care nu-și face prea mulți prieteni printre Primii O Sută și-și atrage chiar dușmănia Annei Clayborne. Alege să fie împotriva colegilor săi și să susțină implicarea Națiunilor Unite și a transnaționalelor în afacerile marțiene. Are un rol important în cadrul primei revoluții, are o relație de scurtă durată cu Saxifrage și este ucisă, în cele din urmă, de Maia Toitovna.
- Desmond "Coiotul" Hawkins: comunist anarhist din Trinidad, călătorește clandestin pe Marte cu ajutorul lui Hiroko. Multă vreme acționează din umbră până când identitatea îi este desconspirată, moment în care devine o figură importantă a mișcării de rezistență marțiene și promotorul unui tip diferit de economie.

### Urmași lor
Deoarece trilogia acoperă o perioadă de 200 de ani, imigranții ulteriori, precum și copiii și nepoții Primilor O Sută au devenit și ei personaje importante ale seriei. Marțienii folosesc pentru diferitele generații aceeași terminologie ca și japonezii din America. Imigranții de pe Pământ sunt numiți issei, prima generație născută pe Marte - nisei, a doua generație de marțieni - sansei, iar a treia - yonsai.
- Kasei: Fiul lui Hiroko și John Boone, tatăl lui Jackie Boone, este conducătorul facțiunii Roșii radicale, Kakaze. Moare în timpul celei de-a doua revoluții, după un atac eșuat asupra celui de-al doilea lift spațial. Numele său reprezintă denumirea japoneză a planetei Marte.
- Nirgal: Fiul lui Hiroko și al Coiotului, devine un lider politic care militează pentru legăturile cu Pământul. Este fondatorul mișcării Marte Liber și devine faimos pentru tehnica care-i permite să aleargă zile în șir fără a obosi. Ca asistenți ai Nadiei, el și Art se dovedesc esențiali în redactarea constituției marțiene. Trimis într-o misiune diplomatică pe Pământ, este pe punctul de a muri din cauza unei infecții. Numele său reprezintă denumirea babiloniană a planetei Marte.
- Jackie Boone: Nepoata lui Hiroko și John Boone, devine conducătoarea mișcării Marte Liber, dar își schimbă platforma program în funcție de conjunctură, pentru a rămâne la putere. După moartea fiicei ei, Zo, se retrage îndurerată și pornește într-o expediție fără întoarcere spre o planetă extrasolară de lângă Aldebaran.
- Peter Clayborne: Fiul lui Ann Clayborne și Simon Frazier, unul dintre primii copii născuți pe Marte. Multe decizii revoluționare și politice vor fi influențate de opiniile sale. Printre activitățile desfășurate de el se numără și cele de inginer și de ecologist.
- Zoya "Zo" Boone: Fiica lui Jackie, are inserate gene feline prin intermediul tratamentului de prelungire a vieții. Este hedonistă, nihilistă și pune pe primul loc plăcerile sexuale. Pe de altă parte, își riscă viața pentru a evita unele catastrofe, ceea ce va duce în cele din urmă la decesul său.
- Nikki: Fiica Nadiei și a lui Art.

### Alte personaje
- Arthur "Art" Randolph: Reprezentant al corporației Praxis trimis să contacteze mișcarea de rezistență marțiană pentru a crea un sistem de capitalism ecologic bazat pe corporații democratice. La fel ca alte metanaționale, are strânse legături economice și politice cu guvernele, dar țintește mai curând parteneriate decât relații de exploatare.
- Zeyk Tuqa și soția lui, Nazik: Beduini nomazi care au emigrat din Egipt, figuri respectate ale comunității arabe marțiene. Memoria lui fotografică consituie elementul central al unui fir narativ secundar.
- William Fort: Fondatorul corporației multinaționale Praxis, adeptul unei fuziuni între stilurile oriental și occidental.

## Premii
- Marte roșu a primit premiul BSFA în 1992[1], premiul Nebula în 1993[2] și a fost nominalizat la premiile Hugo, Clarke și Locus în 1993[2].
- Marte verde a primit premiul Hugo și premiul Locus în 1994, fiind nominalizat la premiul BSFA (1993)[2] și premiul Nebula (1994)[3].
- Marte albastru a primit premiul Hugo și premiul Locus în 1997[4], fiinds nominalizat la premiul BSFA în 1996[5], Campbell și Clarke în 1997[4].

## Adaptări

### Ecranizări
Drepturile de ecranizare ale trilogiei Marte au fost deținute la un moment dat de James Cameron, care avea în plan o mini-serie de cinci ore regizată de Martha Coolidge, dar a renunțat la ele. Ulterior, Gale Ann Hurd a planificat o mini-serie similară pentru Sci-Fi Channel, care a fost de asemenea abandonată. În octombrie 2008 s-a anunțat că AMC a bătut palma cu Jonathan Hensleigh pentru a realiza un mini-serial de televiziune bazat pe Marte roșu.
Pe 24 septembrie 2014, SpikeTV a anunțat că lucrează cu producătorul Vince Gerardis la un serial de televiziune adaptat după 'Marte roșu'.

### Naveta Phoenix
Conținutul volumului Marte verde și ilustrația copertei cărții Marte roșu au fost incluse pe DVD-ul Phoenix DVD aflat la bordul lui Phoenix, o navă robot a celor de la NASA care a aterizat cu succes pe Marte în mai 2008. Prima bibliotecă interplanetară se dorește a fi un fel de capsulă a timpului pentru viitorii exploratori și coloniști ai planetei Marte.